# Ткварчели
Ткварче́ли, Ткуарча́л, также Ткварча́л (абх. Тҟәарчал, груз. ტყვარჩელი) — город в Абхазии, в Ткуарчалском районе частично признанной Республики Абхазия, согласно административному делению Грузии — город республиканского значения Абхазской Автономной Республики. Основан в 1942 году путём расширения территории шахтёрского посёлка Акармара. Бывший центр одного из крупнейших на Кавказе районов добычи каменного угля.
«Город-Герой» частично-признанной Республики Абхазия. В годы войны в Абхазии 1992—1993 гг. был сильно разрушен, и ощутимо обезлюдел. С 1989 по 2014 год население Ткварчели сократилось с 21 000 до 4500 человек, на сокращение сильно повлияло изгнание грузинского населения во времена этнополитического конфликта в начале 1990-х годов. Ныне известен как «город-призрак» — излюбленное место сталкеров, а с недавних пор — место организованного туристического «паломничества».

## Этимология
По версии филолога Теймураза Гванцеладзе и географа Реваза Гачечиладзе, название города Ткварчели происходит от мегрельского названия растения «ткварчел-иа» (цикламен). Они считают что абхазская форма Ткварчал не могла появиться ранее XVII—XVIII вв.
Впервые название Ткуарчал в форме Корчал фиксируется Иваном Бларамбергом в 1830 году, в форме Тхварчал у Нордмана в работе, изданной в 1839 году. Далее оно встречается на картах как Ткварчел, Кварчелы, Кварчал и Ткуарчал.
С городом и селом Ткварчели грузинские исследователи Ингороква, Гамахария и Гогия отождествляют Ткваджа с карт Ламберти и Кастелли (1654 год). Учёный Валерий Кварчия отмечает, что поселение Ткваджа на этих картах находится далеко от территории Ткуарчал, в частности выше современного села Джгерда в горах. Этимологию Ткваджа Ингороква объясняет от мегрельск. тква «лестница» и джа «дерево», то есть «деревянная лестница».
Фиксация на некоторых картах форм Корчал, Кварчал, Кварчелы, а также происхождение коренных фамилий этого села Куарчеи или Кварчиа, а в селе Ачандара — Кварчелиа, может быть указанием на то, что препозиционное -т в Ткварчал — наращение. Например, фамилия Кварчия в источниках иногда фиксируется как Т-кварчия. По этой версии, в препозиции лежит основа Ҟәарч (Кварч), что также упоминается в названиях переправы через реку Галидзга — абх. Аҟәарчаԥан, а также местной горы Аҟәарч ахәы. Слово Аҟәарч в абхазском языке означает «укрытие из сухосложенных камней (булыжников)», «временная крепость», «укрепление», «дамба». Отсюда первое — Аҟәарч-аԥан — переводится как «крепостной брод», где аԥан «брод», а второе — Аҟәарч ахәы — буквально «крепостная гора», от ахәы — «гора, возвышенность».
Валерий Кварчия предполагает, что форма слова Ҟәарчал не первична и может исходить от Ҟәарч-џьал (куарч-джьал). Трансформация Ҟәарч-џьал в Ҟәарчал является результатом ассимиляции -џь препозиционным -ч. Окончание џьал означает в абхазском «хребет» (ахәда-џьал — «шейный хребет», абӷа-џьал «спинной хребет»), то есть Ҟәарчал из Ҟәарчџьал — «крепостной хребет». Название Ҟәарчџьал («крепостной хребет») вполне соответствует хребту на левобережье реки Галидзга, начинающегося в селе Аҟәарчапан с горы Аҟәарча хәы и тянущегося вдоль реки до села Агу-Бедиа. По этому хребту шла древняя дорога к восточным абхазским горам и в Грузию. На ней же расположены внушительная крепость Нарджхоу и Бедийский собор.

## География и климат
Город чётко разделён географически (благодаря местному рельефу) на верхнюю и нижнюю части, которые назывались верхней и нижней площадками и связаны между собой кольцевой дорогой, электрической канатной дорогой и длинной лестницей, насчитывающей 232 ступеньки. Ткварчал полностью окружён горами и в него есть только один въезд по дороге (автомобильной и железной).
Климат города — субтропический: лето тёплое (средняя температура июля +28 °C), зима умеренно мягкая и тёплая (средняя температура января +8 °C); осадков свыше 2000 мм в год. Город расположен на реке Галидзга, впадающей в Чёрное море. Протекает ещё одна горная река Гиджирка. В районе села Гуп находится Гупский водопад, в сторону пгт Акармара — Акармарский.

## История
В период Абхазского царства земли Ткуарчала входили в территорию Бедийского воеводства, но в 1330 были переданы Григорием Блистательным князьям Дадиани, так восточная Абхазия оказалась под мегрельской оккупацией. С независимостью Абхазского княжества начинается реконкиста абхазских земель. К концу семнадцатого века вся территория Абхазии включая современный Ткуарчал до Ингура была освобождена Сорехом (Шварахом) Шервашидзе-Чачба. Началось возвращение абхазов в свои земли. Абхазия была поделена между родственниками Сореха, выделялась область, названная Мурзакан, в которую вошли южные районы Ткуарчала. Исторически коренным населением Мурзакана оставались абхазы, вплоть до Махаджирства, после которого происходила активная Грузинизация, таким образом грузины взяли демографическое первенство.
В 1930-е годы в связи с начавшейся разработкой ткварчельских каменноугольных копий здесь возникает крупное поселение городского типа. Посёлок Ткуарчал быстро разрастается. Формально город был основан в 1942 году как индустриальный центр Абхазии путём объединения нескольких близлежащих посёлков — Акармара, Джантуха, Поляна, Квазана (нижняя площадка), Абгигдара и Кумыз.
Город долгие годы считался одним из крупнейших центров добычи каменного угля. В годы Великой Отечественной войны единственным топливом для кораблей Черноморского флота был именно ткварчальский уголь.
Большинство административных и общественных зданий, а также жилой фонд в центральной части Ткварчели были построены пленными немецкими солдатами после 1943—1944 годов. В проектировке зданий участвовали немецкие архитекторы и инженеры.
Во время войны 1992—1993 годов город пережил тяжелейшую блокаду, продолжавшуюся 413 дней. Многие здания были разрушены, другие просто пришли в упадок без надлежащего ремонта.

## Население
Несмотря на небольшие масштабы города, в нём проживали люди различных национальностей и конфессий: грузины, русские, абхазы, украинцы, армяне, евреи, осетины, греки и турки. Во времена СССР население города (включая посёлки Акармара, Джантуха, Поляна и др.) составляло около 40 тысяч, но к началу войны 1992—1993 годов оно сократилось до 26 тысяч человек.
По переписи 1989 года, население города (Квезани) составляло 21 744 жителей, из них 9202 абхазов (42,3 %), 5321 русских (24,5 %) и 5086 грузин (23,4 %) и 337 армян (1,5 %). По данным на 2003 год, население города составило 4786 человек; по данным на 2011 год — 5013 человек, из них абхазы составили 66,5 % (3334 чел.), грузины/мегрелы — 17,4 % (871 чел.), русские — 9,7 % (487 чел.), украинцы — 1,3 % (65 чел.), армяне — 1,1 % (54 чел.), греки — 0,4 % (19 чел.). В настоящее время население района отождествляет себя грузинами и в основном говорят на мегрельском.
| Численность населения | Численность населения | Численность населения | Численность населения | Численность населения |
| 1959                  | 1970                  | 1979                  | 1989                  | 2003                  |
| --------------------- | --------------------- | --------------------- | --------------------- | --------------------- |
| 28 440                | ↘25 805               | ↘21 549               | ↗21 744               | ↘4786                 |
| 2011                  | 2015                  | 2016                  | 2017                  | 2018                  |
| ↗5013                 | ↗5095                 | ↗5110                 | ↗5111                 | ↘5103                 |
| 2019                  | 2020                  |                       |                       |                       |
| ↗5110                 | ↘5097                 |                       |                       |                       |

## Известные уроженцы, жители
- Заместителем главного врача медсанчасти в городе Ткварчели в 1950-х годах работал Вазген Мартиросян (1924—2017), будущий доктор медицинских наук.

## Промышленность
До войны 1992—93 годов Ткварчал был крупным промышленным городом Абхазии. Основу промышленности составляла добыча и обогащение угля. Добываемый уголь транспортировался на обогатительную фабрику, продукция которой предназначалась для снабжения коксующимися угольными концентратами Руставского металлургического завода. В городе также работали ГРЭС, доломитовая фабрика и заводы, производящие строительные материалы, электромеханические изделия, лимонад и безалкогольные напитки, колбасы, кислород, асфальт, железобетонные конструкции, а также предметы одежды.
В послевоенные годы в результате экономических санкций, введённых против Абхазии со стороны СНГ, индустриальный потенциал Ткварчала был полностью разрушен, а промышленное производство упало более чем на 90 %.
В настоящее время основой экономического потенциала города является угледобыча. С 2002 года на шахтах добычей угля и последующим его экспортом в Турцию занималась абхазско-турецкая компания «Тамсаш», инвестировавшая в производство свыше $20 млн. С декабря 2009 года предприятие преобразовано в абхазское ООО «Ткуарчалуголь». Бюджет района на 90 % зависит от этой компании. Добыча угля проводится открытым способом, что приводит к загрязнению реки Галидзги и вызывает недовольство местных жителей и ряда политиков. Есть фабрики по производству перчаток, ламп, кровельного материала, на которой работает 60 рабочих (в 1989 было 1000 рабочих); фабрика по производству гвоздей, на которой занято около 40 человек; государственный хлебозавод.
При поддержке центральных властей возобновил работу крупнейший завод «Заря», производящий комплектующие для сельскохозяйственной техники одного из российских заводов. Планировалось строительство цементного завода, продукция которого будет экспортироваться в Россию для строительства олимпийских объектов в Сочи.
Железнодорожная станция Ткуарчал соединена железнодорожной веткой (26 км) со станцией Очамчыра. По состоянию на август 2015 года, осуществляется движение грузовых поездов с углём с частотой примерно одна пара в сутки.

## Туризм и культурная жизнь

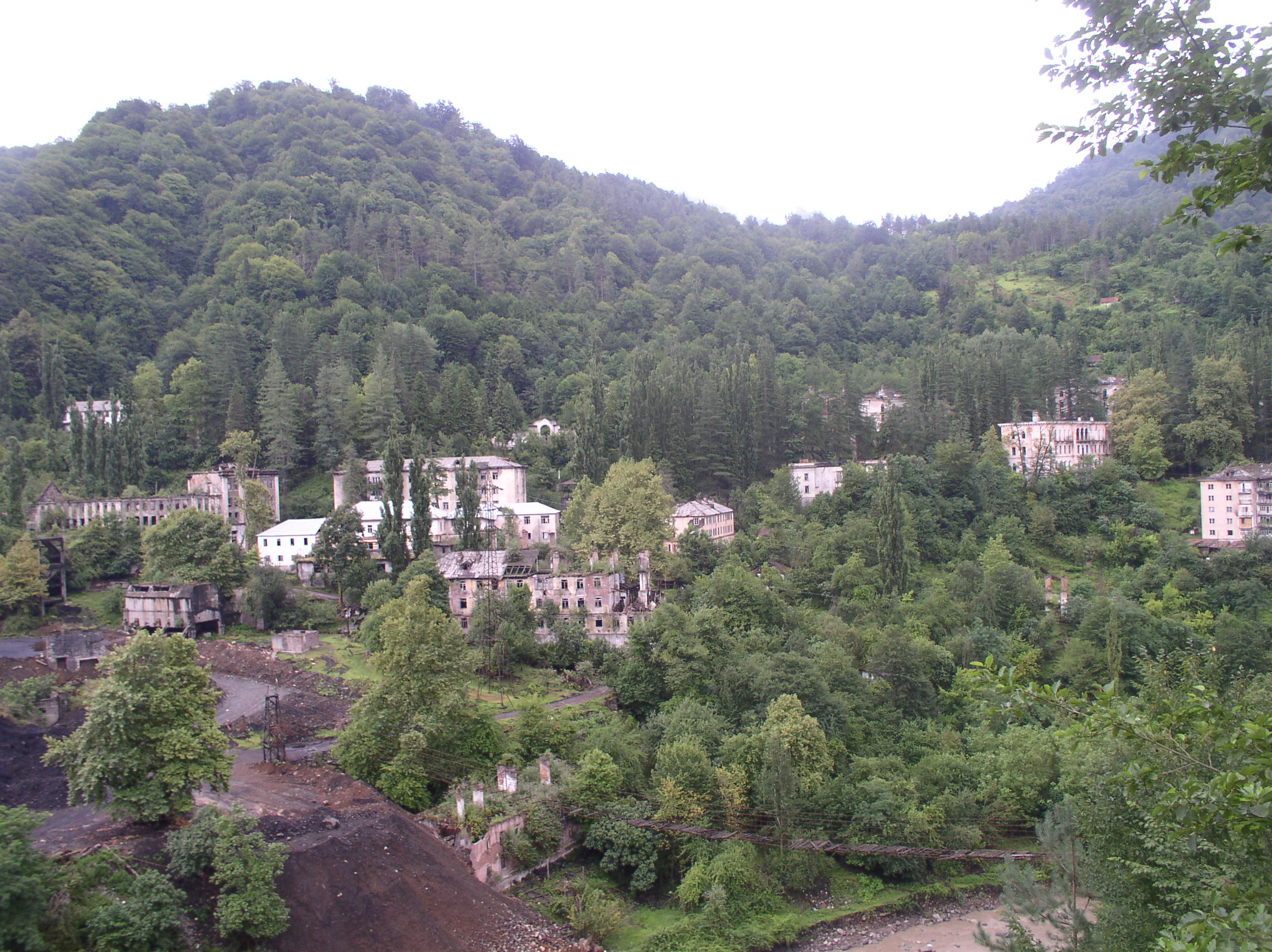
Ткуарчал, микрорайон Акармара

Ткварчал и окрестности последние годы привлекают всё больше туристов. Организованные экскурсионные туры предлагают отдыхающим в городах Абхазии и г. Сочи Краснодарского края.
До 1993 года в городе действовала канатная дорога.